# Deborah Chiesa
Deborah Chiesa (Trento, 13 giugno 1996) è una tennista italiana. Ha rappresentato l'Italia in Fed Cup.

## Carriera
Inizia a giocare a tennis a sei anni. Da juniores è stata n. 82 della classifica mondiale, posizione raggiunta il 1 gennaio 2013. Il 10 giugno 2018 ha raggiunto il suo miglior ranking in singolare seniores, il numero 143; in doppio invece il suo miglior piazzamento è il numero 307, raggiunto il 27 febbraio 2017.

### Juniores
Nel 2013 partecipa agli Australian Open juniores e viene eliminata al primo turno sia in singolo che in doppio; al Roland Garros juniores dello stesso anno raggiunge il secondo turno del torneo di doppio in coppia con Sara Sorribes Tormo. Lo stesso anno si qualifica per il torneo juniores di Wimbledon, uscendo al primo turno. A settembre 2013 ottiene una wild card e partecipa alle Save Cup, raggiungendo il secondo turno in singolare e fermandosi al primo turno in doppio.

### 2014 - 2016
Nel 2014 conquista il primo titolo ITF in doppio a Tinajo; risultato poi replicato a Todi e Duino-Aurisina. Anche nelle due stagioni successive ottiene tre titoli di doppio: Port El-Kantaoui, Solarino e Ortisei nel 2015, Santa Margherita, Brescia (primo titolo da 50.000 dollari) e Sassuolo nel 2016, quando raggiunge anche le prime finali in singolare, a Varsavia, Trieste e Ortisei.

### 2017: il debutto a Roma
Nel 2017 si trasferisce ad Anzio per allenarsi con Francesco e Alessandro Piccari. Partecipa agli Internazionali BNL d'Italia di Roma grazie ad una wild card dopo aver vinto le prequalificazioni. Nel tabellone principale viene sconfitta dalla Curenko per 7-5, 6-5; ha partecipato anche al torneo di doppio in coppia con Stefania Rubini, ma la coppia è stata eliminata al primo turno da Janković - Petković. Nell'arco della stagione ha ottenuto i suoi primi tre titoli in tornei da 25.000 dollari, a Torino, Santa Margherita di Pula e Zawanda in Polonia; da segnalare anche la finale raggiunta nel torneo da 60.000 dollari a Hechingen.

### 2018: esordio in Fed Cup
A gennaio 2018 partecipa alle qualificazioni dell'ASB Classic raggiungendo il turno decisivo, dove è stata sconfitta da Sachia Vickery. Esce al primo turno delle qualificazioni per gli Australian Open; partecipa poi alle qualificazioni del torneo di San Pietroburgo, di nuovo perdendo al turno decisivo.
Nel febbraio 2018 viene convocata per la prima volta in Fedcup per rappresentare l'Italia nell'incontro vinto 3-2 contro la Spagna, svoltosi a Chieti dal 10 all'11 febbraio. Debutta da singolarista l'11 febbraio 2018 battendo Lara Arruabarrena per 6-4, 2-6, 7-6.
Ad aprile ha raggiunto la finale del torneo ITF di Santa Margherita di Pula perdendo da Mandy Minella per 3-6, 6-7 ed è stata nuovamente convocata per rappresentare l'Italia in Fedcup nell'incontro svoltosi a Genova contro il Belgio, valido per i playoff del World Group, nel quale l'Italia è stata sconfitta 4-0. Il 22 aprile 2018 ha giocato la partita di doppio, in coppia con Jasmine Paolini, contro Kirsten Flipkens ed Elise Mertens. La coppia italiana ha perso la partita per 1-6, 4-6.
A maggio partecipa alle qualificazioni dell'Open di Praga, giungendo al turno decisivo. Ha raggiunto le semifinali delle prequalificazioni di Roma, ottenendo una wild card per il tabellone di qualificazione, dove è stata sconfitta al primo turno da Camila Giorgi; in doppio ha vinto le prequalificazioni e ottenuto una wild card per il tabellone principale in coppia con Alice Matteucci: la coppia viene eliminata al primo turno.
Sempre a maggio si qualifica per il tabellone principale del Roland Garros, eliminando nei tre turni di qualificazione Priscilla Hon, Tamara Zidanšek e la numero tre del tabellone cadetto Arantxa Rus: ottiene così la prima qualificazione ad un torneo dello slam seniores, dove viene sconfitta al primo turno da Belinda Bencic in tre set per 6-3, 6(2)–7, 5-7.
Meno fortunata la prima partecipazione alle qualificazioni di Wimbledon dove vince comunque il primo incontro con Carol Zhao prima di subire la sconfitta contro Mayo Hibi in due set. Dopo un'altra qualificazione fallita a Bucarest, all'International di Mosca supera i due turni preliminari contro Yashina e Lansere ed entra nel tabellone principale, incrociando Natal'ja Vichljanceva con la quale però riesce a conquistare solo quattro giochi.
Eliminata al primo turno nelle qualificazioni degli US Open per mano di Katie Swan, in settembre conquista due finali di doppio a livello ITF a Bagnatica e Pula, torna a tentare la qualificazione ancora a Mosca, stavolta per la Kremlin Cup, ma viene subito estromessa da Ana Bogdan per 3-6, 6-3, 5-7. Poco felice anche la partecipazione al 125k di Las Vegas, dove a batterla è Allie Kiick.

### 2019 - 2023: gli infortuni e il faticoso rientro
Il peggioramento della classifica subito nella seconda parte del 2018 non le consente di confermare la partecipazione alle qualificazioni degli Australian Open. Viene di nuovo convocata da Tathiana Garbin per la trasferta svizzera di Fed Cup ma non scende in campo, anche a causa di non perfette condizioni fisiche, che ritardano il suo debutto stagionale fino a fine febbraio.
In aprile tenta la qualificazione al Torneo WTA di Lugano ma viene sconfitta al primo turno da Magdalena Fręch con un doppio 4-6. Non fortunata nemmeno la partecipazione alle qualificazioni agli Internazionali di Palermo dove viene eliminata al debutto dalla francese Hesse. Il bilancio complessivo della stagione è particolarmente deludente, specialmente da agosto in poi quando Chiesa subisce dieci eliminazioni al primo turno su undici tornei ITF disputati. Nel 2020, prima a causa di un infortunio al piede sinistro e poi per la sospensione dei tornei causata dalla pandemia di Covid-19, disputa un solo match a Grado.
Nel 2021 annuncia una sospensione dall'attività a causa di un'artrite e torna in campo solo ad agosto a Cordenons vincendo al primo turno contro la qualificata Federica Trevisan: si tratta del primo match vinto dopo due anni. Nel resto della stagione raggiunge due semifinali a Il Cairo e Adalia, ma a fine stagione è ormai scivolata intorno alla seicentesima posizione del ranking.
Nel 2022 torna a disputare, sempre ad Adalia, una finale ITF dopo quattro anni mentre nel 2023 ottiene una wild card per le qualificazioni degli Internazionali d'Italia di Roma, ma viene battuta da Camila Osorio al primo turno. Supera le qualificazioni nel WTA125 di Firenze tornando a giocare un match in un torneo WTA, sebbene nel circuito inferiore, a quasi cinque anni dall'ultima apparizione. In stagione conquista anche due finali ITF a Tallinn in gennaio e a Verbier in agosto dove conquista il dodicesimo trofeo ITF sei anni dopo l'ultimo titolo.

## Caratteristiche tecniche
Destrorsa con rovescio a due mani, si definisce una lottatrice; risulta particolarmente efficace nel gioco da fondo campo. Il suo colpo preferito è il rovescio che considera il suo colpo migliore. Il servizio è buono, così come il disimpegno sotto rete e le accelerazioni di rovescio.

## Statistiche ITF

### Singolare

#### Vittorie (3)
| Torneo $100.000 (0) |
| Torneo $80.000 (0)  |
| Torneo $75.000 (0)  |
| Torneo $60.000 (0)  |
| Torneo $50.000 (0)  |
| Torneo $40.000 (0)  |
| Torneo $25.000 (3)  |
| Torneo $15.000 (0)  |
| Torneo $10.000 (0)  |

| N. | Data              | Torneo                                       | Superficie    | Avversaria in finale | Punteggio     |
| 1. | 15 luglio 2017    | Trofeo Mabo, Torino                          | Terra rossa   | Renata Zarazúa       | 6–3, 2-6, 7-5 |
| 2. | 17 settembre 2017 | Forte Village International Tournament, Pula | Terra rossa   | Jessica Pieri        | 7-6(3), 6-3   |
| 3. | 18 novembre 2017  | Hart Open, Zawanda                           | Sintetico (i) | Katarzyna Piter      | 6-2, 4-6, 6-4 |

#### Sconfitte (8)
| Torneo $100.000 (0) |
| Torneo $80.000 (0)  |
| Torneo $75.000 (0)  |
| Torneo $60.000 (1)  |
| Torneo $50.000 (0)  |
| Torneo $40.000 (0)  |
| Torneo $25.000 (3)  |
| Torneo $15.000 (1)  |
| Torneo $10.000 (3)  |

| N. | Data             | Torneo                                              | Superficie  | Avversaria in finale    | Punteggio        |
| 1. | 29 maggio 2016   | Varsavia Cup, Varsavia                              | Terra rossa | Sabrina Santamaria      | 1-6, 4–6         |
| 2. | 4 settembre 2016 | Torneo Internazionale Femminile Trieste, Trieste    | Terra rossa | Claudia Giovine         | 5–7, 6–0, 2–6    |
| 3. | 5 dicembre 2016  | Internazionali Tennis Val Gardena Südtirol, Ortisei | Cemento (i) | Laura-Ioana Andrei      | 2-6, 7-6(5), 4-6 |
| 4. | 13 agosto 2017   | Hechingen Ladies Open, Hechingen                    | Terra rossa | Tamara Korpatsch        | 6-2, 6(5)-7, 2-6 |
| 5. | 20 agosto 2017   | Montreux Ladies Open, Montreux                      | Terra rossa | Maria Teresa Torrò Flor | 6-4, 1-6, 2-6    |
| 6. | 1º aprile 2018   | Forte Village International Tournament, Pula        | Terra rossa | Mandy Minella           | 3-6, 6(7)-7      |
| 7. | 3 aprile 2022    | Antalya Series, Adalia                              | Terra rossa | Sapfo Sakellaridi       | 4-6, 3-6         |
| 8. | 4 agosto 2024    | Koge Women's, Køge                                  | Terra rossa | Oleksandra Oliynykova   | 7-6(3), 0-6, 3-6 |

### Doppio

#### Vittorie (14)
| Torneo $100.000 (0) |
| Torneo $80.000 (0)  |
| Torneo $75.000 (0)  |
| Torneo $60.000 (0)  |
| Torneo $50.000 (1)  |
| Torneo $40.000 (0)  |
| Torneo $25.000 (5)  |
| Torneo $15.000 (0)  |
| Torneo $10.000 (8)  |

| N.  | Data             | Torneo                                                       | Superficie  | Compagna             | Avversarie in finale                    | Punteggio         |
| 1.  | 25 gennaio 2014  | Tinajo Open, Tinajo                                          | Terra rossa | Yuliana Lizarazo     | Arabela Fernansez Rabener Elise Mertens | 6-2, 3-6, [13-11] |
| 2.  | 13 aprile 2014   | Internazionali di Tennis dell'Umbria, Todi                   | Terra rossa | Beatrice Lombardo    | Federica Di Sarra Alice Savoretti       | 6-3, 3-6, [10-8]  |
| 3.  | 18 agosto 2014   | Torneo Internazionale Femminile Sanprimo, Duino-Aurisina     | Terra rossa | Francesca Segarelli  | Alexandra Nancarrow Naomi Totka         | 7-6(3), 6-2       |
| 4.  | 2 febbraio 2015  | Tennis Organisation, Port El Kantaoui                        | Cemento     | Beatrice Lombardo    | Sharrmadaa Baluu Michica Ozeki          | 6-3, 6-2          |
| 5.  | 2 marzo 2015     | Torneo Internazionale Femminile Solarino, Solarino           | Cemento     | Camilla Rosatello    | Marta Bellucco Camilla Scala            | 7-6(4), 6-3       |
| 6.  | 7 dicembre 2015  | Internazionali Tennis Val Gardena Südtirol, Ortisei          | Cemento (i) | Adrijana Lekaj       | Chiara Grimm Nina Stadler               | 6-1, 6-3          |
| 7.  | 9 maggio 2016    | Forte Village International Tournament, Pula                 | Terra rossa | Olga Parres Azcoitia | Federica Arcidiacono Martina Spigarelli | 6-4, 6-4          |
| 8.  | 5 giugno 2016    | Internazionali Femminili di Tennis di Brescia, Brescia       | Terra rossa | Martina Colmegna     | Cindy Burger Stephanie Vogt             | 6-3, 1-6, [12-10] |
| 9.  | 18 giugno 2016   | Torneo Internazionale Femminile Sassuolo, Sassuolo           | Terra rossa | Alice Balducci       | Tatiana Pieri Lucrezia Stefanini        | 6-4, 6-2          |
| 10. | 26 maggio 2017   | Internazionali Femminili di Tennis Città di Caserta, Caserta | Terra rossa | Martina Colmegna     | Diana Marcinkevika Camilla Rosatello    | 7-6(5), 6-4       |
| 11. | 3 settembre 2017 | Trofeo CPZ, Bagnatica                                        | Terra rossa | Martina Colmegna     | Julia Grabher Melanie Stokke            | 6-3, 4-6, [10-6]  |
| 12. | 26 agosto 2023   | Verbier Open, Verbier                                        | Terra rossa | Dalila Spiteri       | Inès Ibbou Naïma Karamoko               | 1–6, 6–3, [10–7]  |
| 13. | 10 maggio 2025   | ForteVillage ITF Trophy, Pula                                | Terra rossa | Dalila Spiteri       | Ariana Geerlings Sofia Rocchetti        | w/o               |
| 14. | 21 giugno 2025   | Klosters Open, Klosters                                      | Terra rossa | Lisa Pigato          | Jasmijn Gimbrère Ashley Lahey           | 6-0, 3-6, [10-6]  |

#### Sconfitte (10)
| Torneo $100.000 (0) |
| Torneo $80.000 (0)  |
| Torneo $75.000 (0)  |
| Torneo $60.000 (0)  |
| Torneo $50.000 (0)  |
| Torneo $40.000 (1)  |
| Torneo $25.000 (2)  |
| Torneo $15.000 (0)  |
| Torneo $10.000 (7)  |

| N.  | Data              | Torneo                                             | Superficie  | Compagna              | Avversaria in finale                               | Punteggio         |
| 1.  | 14 settembre 2015 | Ciudad de la Raqueta, Madrid                       | Cemento     | Isabelle Wallace      | Estrella Cabeza Candela Cristina Sanchez-Quintanar | 6(4)–7, 5–7       |
| 2.  | 2 novembre 2015   | Stockholm Ladies, Stoccolma                        | Cemento (i) | Valeria Gorlats       | Olga Brozda Anastasiya Shoshyna                    | 3–6, 2–6          |
| 3.  | 28 marzo 2016     | Candia Hellenic Zeus Circuit, Candia               | Cemento     | Adrijana Lekaj        | Alexandra Pospelova Alina Silich                   | 3–6, 4–6          |
| 4.  | 23 maggio 2016    | Varsavia Cup, Varsavia                             | Terra rossa | Jacqueline Cabaj Awad | Emma Laine Sabrina Santamaria                      | 6(6)–7, 0–6       |
| 5.  | 18 giugno 2016    | Torneo Internazionale Femminile Schio, Schio       | Terra rossa | Alice Balducci        | Barbara Gatica Maria Fernanda Herazo               | 5–7, 6–1, [5-10]  |
| 6.  | 14 agosto 2016    | Torneo Internazionale Femminile Aprilia, Aprilia   | Terra rossa | Emilie Francati       | Giorgia Marchetti Angelica Moratelli               | 1-6, 3-6          |
| 7.  | 7 novembre 2016   | Torneo Internazionale Femminile Solarino, Solarino | Sintetico   | Maria Masini          | Mathilde Armitano Elixane Lechemia                 | 5-7, 1-6          |
| 8.  | 1º settembre 2018 | Trofeo CPZ, Bagnatica                              | Terra rossa | Jasmine Paolini       | Giorgia Marchetti Camilla Rosatello                | 4-6, 6-4, [8-10]  |
| 9.  | 22 settembre 2018 | Forte Village International Tournament, Pula       | Terra rossa | Tatiana Pieri         | Federica Di Sarra Anastasia Grymalska              | 6(3)-7, 2-6       |
| 10. | 14 gennaio 2023   | Tallink Open, Tallinn                              | Cemento (i) | Lisa Pigato           | Lucie Havlíčková Dominika Šalková                  | 5-7, 6-4, [11-13] |

## Risultati in progressione
| Sigla | Risultato               |
| ----- | ----------------------- |
| V     | Vincitore               |
| F     | Finalista               |
| SF    | Semifinalista           |
| O     | Oro olimpico            |
| A     | Argento olimpico        |
| SF    | Bronzo olimpico         |
| QF    | Quarti di Finale        |
| 4T    | Quarto turno            |
| 3T    | Terzo turno             |
| 2T    | Secondo turno           |
| 1T    | Primo turno             |
| RR    | Round Robin             |
| LQ    | Turno di qualificazione |
| A     | Assente                 |
| ND    | Non disputato           |

| Legenda superfici    |
| -------------------- |
| Cemento              |
| Terra battuta        |
| Erba                 |
| Superficie variabile |

### Singolare nei tornei del Grande Slam
| Torneo          | 2018 |
| --------------- | ---- |
| Australian Open | Q1   |
| Open di Francia | 1T   |
| Wimbledon       | Q2   |
| US Open         | Q1   |